# Only to Rise
Only to Rise è il primo album in studio del duo Sweet & Lynch, pubblicato il 27 gennaio 2015 dalla Frontiers Records.

## Tracce
Testi e musiche di Michael Sweet e George Lynch.
1. The Wish – 3:38
2. Dying Rose – 3:41
3. Love Stays – 4:34
4. Time Will Tell – 3:51
5. Rescue Me – 4:13
6. Me Without You – 4:02
7. Recover – 3:42
8. Divine – 4:18
9. September – 4:17
10. Strength in Numbers – 3:18
11. Hero-Zero – 4:11
12. Only to Rise – 3:43

## Formazione
- Michael Sweet – voce, chitarra
- George Lynch – chitarra
- James Lomenzo – basso
- Brian Tichy – batteria